# راک کیو (ویرجینیای غربی)
راک کیو (به انگلیسی: Rock Cave) یک منطقهٔ مسکونی در ایالات متحده آمریکا است که در شهرستان آپشور، ویرجینیای غربی واقع شده‌است. راک کیو ۱٬۹۲۶ نفر جمعیت دارد.